# José León Suárez

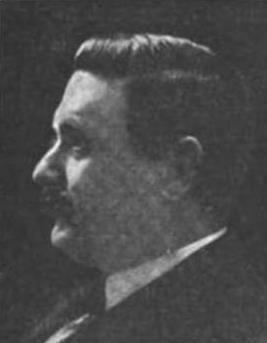
José León Suárez

José León Suárez (* 20. April 1872 in Chivilcoy; † 7. Juni 1929 in Buenos Aires) war ein argentinischer Jurist, international tätiger Anwalt und Hochschullehrer.

## Leben
Der 1872 in Chivilcoy, Argentinien geborene José León Suárez war beteiligt an dem 1920, kurz nach Ende des Ersten Weltkrieges, gegründeten Völkerbundes, der nach Ende des Zweiten Weltkrieges aufgelöst wurde.
1898 war er als maßgeblicher Rechtsberater bei der Schaffung des Ministeriums für Landwirtschaft in Argentinien tätig. 1913 gründete Suárez die „Facultad de Ciencias Económicas“ in Buenos Aires, die er bis zu seinem Tode als Professor leitete. Sein Hauptwerk Carácter de la revolución americana wurde 1917 veröffentlicht.

## Postum
Nach seinem Tode wurden eine Stadt in Gran Buenos Aires und ein Bahnhof der „Ferrocarril General Bartolomé Mitre“-Eisenbahnlinie nach ihm benannt. Der 1932 erbaute Bahnhof, der 24 Kilometer entfernt vom Kongress liegt, wurde 1940 zu Ehren von „Doktor José León Suárez“ eröffnet.